# Anna Klie

Anna Klie

Friederike Emilie Anna Klie, verheiratete Anna Schultz-Klie (* 1. März 1858 in Cramme; † 22. September 1913 in Braunschweig) war eine deutsche Lyrikerin sowie Kinder- und Jugendbuchautorin. Mit der in Braunschweig geborenen Schriftstellerin Ricarda Huch verband sie eine über drei Jahrzehnte andauernde innige Freundschaft, die bis zu Klies Tod währte.

## Leben und Werk

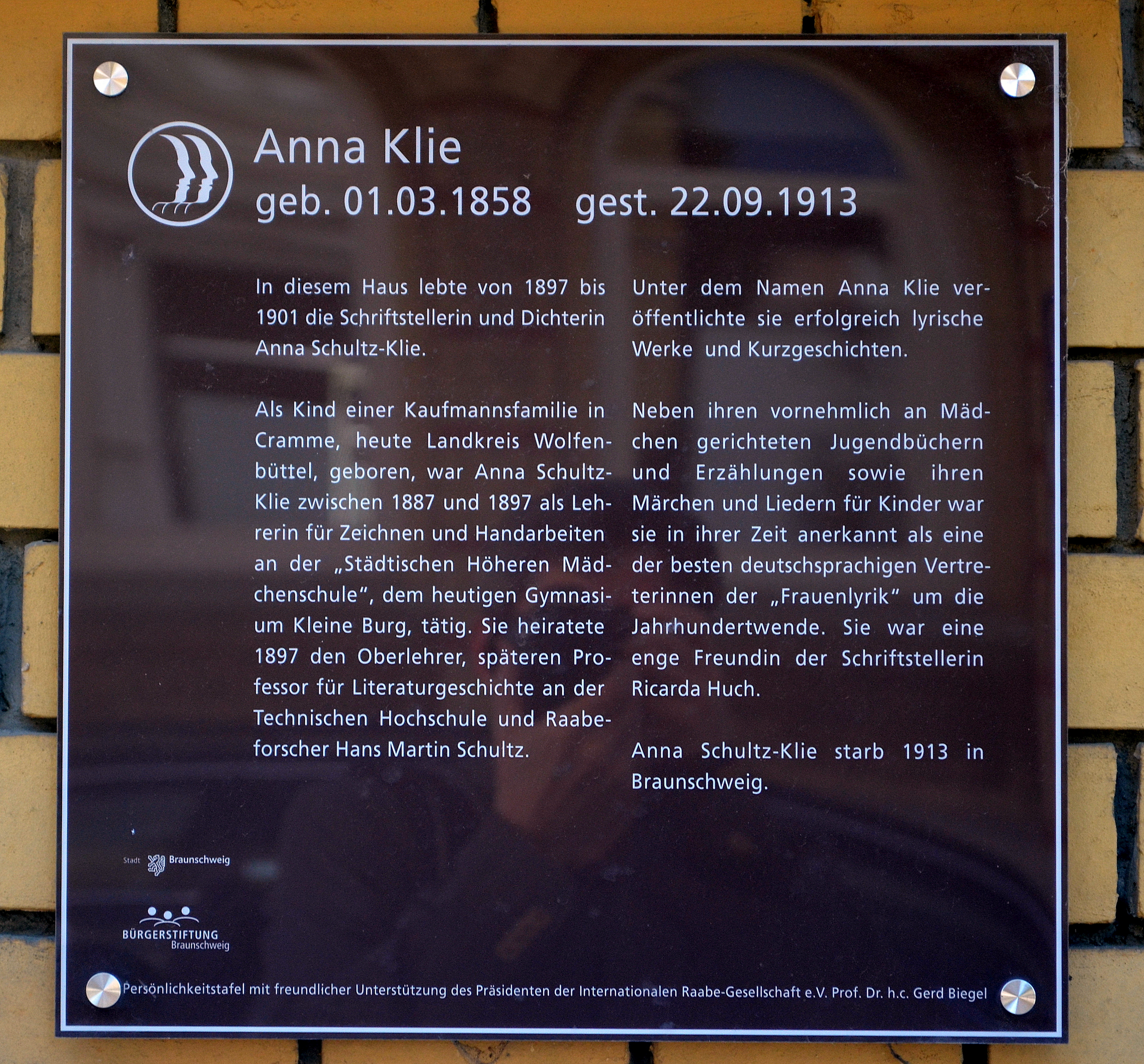
BLIK-Hinweistafel an Klies Wohnhaus Bertramstraße 59

Anna Klie entstammte einer kinderreichen Familie. Sie wurde als ältestes Kind der Eheleute Klie in Cramme, einem kleinen Dorf etwa 20 Kilometer südlich von Braunschweig, geboren. Ihr Vater war der Kaufmann Karl Klie († 1889). Die Familie zog bald nach Annas Geburt in die in der zweiten Hälfte des 19. Jahrhunderts aufstrebende Industriestadt Braunschweig, wo sich der Vater besser bezahlte Arbeit erhoffte. Die Familie wohnte zunächst in der Cammanstraße, nahe den großen Industriebetrieben im Westen der Stadt. Ricarda Huch, Jugendfreundin Anna Klies, beschreibt deren Familie, die in einem Arbeiterviertel „vor dem Frankfurter Tore […] in einem kohlengeschwärzten, lauten, reizlosen Quartier“ wohnte, als (im positiven Sinn) kleinbürgerlich, worunter Huch „Witz, Humor und Verstand mit einer eigenartig volkstümlichen Färbung“ verstand.
Anna Klie besuchte die Städtische Höhere Töchterschule (das heutige Gymnasium Kleine Burg) in Braunschweig und anschließend die Städtische Handwerker-Kunstgewerbeschule, Vorläuferin der heutigen Hochschule für Bildende Künste. 29-jährig wurde Anna Klie Lehrerin für Zeichnen und Handarbeit an der Städtischen Höheren Töchterschule, die sie einst selbst besucht hatte. Dort blieb sie bis 1897, dem Jahr ihrer Hochzeit mit Hans Martin Schultz, Lehrer am Braunschweiger Wilhelm-Gymnasium, Literaturwissenschaftler und Wilhelm-Raabe-Forscher, sowie später Vorsitzender der Gesellschaft der Freunde Wilhelm Raabes und Dozent an der Technischen Hochschule Braunschweig. Über ihren Mann lernte sie Raabe kennen. Das Ehepaar wohnte zunächst in der Bertramstraße 59, wo heute eine Gedenktafel an Anna Klie erinnert. 1901 zogen beide in die Uhlentwete 1 (heute Eulenstraße), wo Klie bis zu ihrem Tode 1913 wohnte.

### Schriftstellerische Tätigkeit
Karl August Baumeister, ein in München lebender Onkel Anna Klies und selbst Schriftsteller, machte sie mit dem späteren Literaturnobelpreisträger Paul Heyse und dessen Werk bekannt. Heyse führte Klie in die Literatur ein. Von der zwischen etwa 1870 und 1940 sehr verbreiteten sogenannten „Backfischliteratur“ hebt sich Anna Klies Werk, das sie ausschließlich unter ihrem Mädchennamen veröffentlichte, dadurch ab, dass in ihm nicht tradierte Rollen-Stereotype geschildert und bedient, sowie süßlich verbrämte und überzeichnete, unrealistische Mädchenträume geschildert wurden, sondern vielmehr die Lebensrealität junger Frauen der Gegenwart im Deutschen Kaiserreich um 1900. In ihrem 1895 erschienenen Buch Viktoria Erika. Eine Erzählung für die junge Mädchenwelt schilderte Klie realistische, zeitgenössische Lebensumstände. In Das blonde Schneiderchen von 1904, das Leben einer Lehrerin und in Schwester Idaly von 1908 betonte sie die Bedeutung eines praktischen Berufes für junge Frauen, in diesem Fall den einer Krankenschwester. Einige ihrer Bücher, zum Beispiel Aus Braunschweigs Vergangenheit von 1902 und Aus der Uhlentwete von 1909, haben einen deutlichen Bezug zur Stadt Braunschweig und deren Umgebung, zum Beispiel dem südlich der Stadt gelegenen Harzvorland. Einige ihrer Gedichte, darunter Für Kinderherzen von 1894, wurden später von Peter Gast vertont.

### Werke (Auswahl)
- 1894: Für Kinderherzen
- 1895: Gedichte
- 1895: Viktoria Erika

Aus der Uhlentwete. Heiteres und Ernstes, Erstausgabe von 1909

- 1902: Aus Braunschweigs Vergangenheit
- 1904: Das blonde Schneiderchen
- 1905: Murtchen Hauptvogel und seine Gespielen
- 1908: Schwester Idaly
- 1909: Aus der Uhlentwete. Heiteres und Ernstes
- 1909: Lustige Siebensachen
- 1910: Der erste Flug ins Leben
- 1911: Tanzstundgeschichten und anderes
- 1912: Fünf Tanten
- 1913: Der verstaubte Großonkel

### Freundschaft mit Ricarda Huch
Einsame geh ich meine Wege

Mit der Mutter wandelt sie

Meine kleine allerliebste

Vielgeliebte Anna Klie.

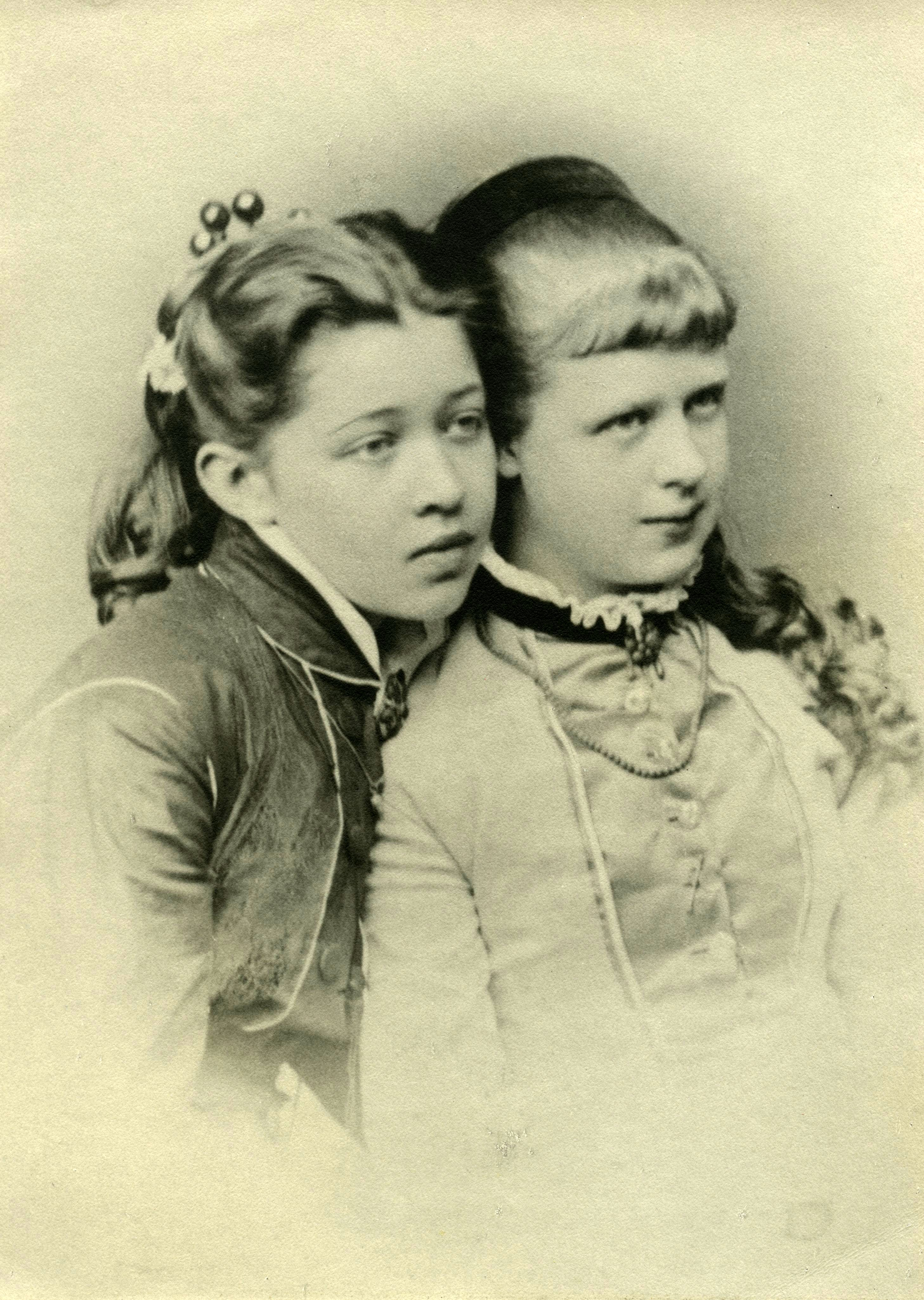
Ricarda Huch (links) und Anna Klie um 1875

(Beginn eines Gedichts von Ricarda Huch, das diese im Alter von 18 Jahren schrieb.)
Anna Klie war seit der Jugend eine enge Freundin der sechs Jahre jüngeren Ricarda Huch, mit der sie bis zu ihrem Lebensende einen regen Briefverkehr pflegte. Kennengelernt hatten sich beide über Ricardas fünf Jahre ältere Schwester Lilly, mit der Klie zuerst befreundet war. Auch mit Rudolf Huch, dem Bruder der beiden, war Klie befreundet. Das gemeinsame Interesse für die Schriftstellerei brachte Anna Klie und Ricarda Huch schließlich zusammen. Sie machte Huch unter anderem mit dem Werk Gottfried Kellers bekannt. Klie war oft im Hause Huch auf dem heutigen Hohetorwall 11 (damals Hohetorpromenade) zu Gast und wurde dort wie ein Familienmitglied behandelt. Umgekehrt war Ricarda Huch aber im Hause der Klies „nicht gerade gern gesehen“, weil der Kontakt und ihre Besuche dort Anna Klie „viel Zeit raubte und sie [Anna], die älteste, der Familie hätte entfremden können“. Dennoch trafen sich beide oft, bis Ricarda Huch Braunschweig 1887 aus familiären Gründen verlassen musste, um in Zürich erst das Abitur zu machen und dann dort zu studieren, was im deutschen Kaiserreich zu der Zeit für Frauen nicht möglich war. Die ganze Zeit unterhielten beide engen Briefkontakt. Als Huch 20 Jahre später, zwischen 1907 und 1910 wieder nach Braunschweig zurückkam, um dort mit ihrem zweiten Ehemann und Vetter Richard Huch zu leben, trafen sich beide Frauen wieder regelmäßig. Anna Klie war zu dieser Zeit bereits todkrank. Nachdem auch Huchs zweite Ehe gescheitert war, verließ sie die Stadt endgültig, beide hielten aber weiterhin Briefkontakt, bis Klie drei Jahre später starb. Ricarda Huch bezeichnete ihre mehr als 30 Jahre währende Freundschaft mit Anna Klie als „einen hübschen festen Punkt in ihrem wechselvollen Dasein“.

### Kontakt mit Wilhelm Raabe
Über ihren literarisch sehr interessierten Ehemann lernte Anna Schultz-Klie, wie sie sich seit der Hochzeit nannte, den Schriftsteller Wilhelm Raabe kennen. Gleichzeitig begann eine intensive schriftstellerische Tätigkeit, die bis zu ihrem Tod anhielt und die mit ihrer Bekanntschaft Schultzes begonnen hatte. Als Lehrerin hatte Anna Klie Margarethe Raabe, eine der vier Töchter Wilhelm Raabes und dessen Ehefrau Johanne Sophie Caroline Berta, geb. Heyden, unterrichtet. Wilhelm Raabe soll Anna Klie sehr geschätzt haben.
Anna Klie starb 55-jährig an einer langen, schweren Krankheit.